# Friedrich Nietzsche
Friedrich Wilhelm Nietzsche (født 15. oktober 1844, død 25. august 1900) var en tysk filosof, åndstænker, kulturkritiker, komponist, digter og filolog, hvis arbejde har haft en stor indflydelse på moderne filosofi.
Han skrev kritisk om moral, religion, kultur, filosofi, pædagogik og videnskab i en særegen filosofisk stil med brug af aforismer. Nietzsche fik indflydelse på eksistentiel filosofi og postmodernisme.

## Biografi

### Ungdom (1844 – 1869)
Nietzsche blev født 15. oktober 1844 og voksede op i den lille by Röcken nær Leipzig. Han fik navn efter kong Friedrich Wilhelm IV af Preussen, som fyldte 49 den dag, Nietzsche blev født (Nietzsche udelod senere sit mellemnavn "Wilhelm" ). Nietzsches forældre, Carl Ludwig (1813-1849) luthersk præst og tidligere lærer og Franziska Oehler (1826–1897), blev gift i 1843. Hans søster, Elisabeth Förster-Nietzsche, blev født i 1846 og en bror, Ludwig Joseph, i 1848. Nietzsches far døde af en hjernelidelse i 1849; hans bror døde i 1850. Familien flyttede til Naumburg, hvor de boede hos Nietzsches farmor og hendes to ugifte døtre. Efter Nietzsches farmors død i 1856 flyttede familien ind i deres eget hus.
I selvbiografien "Tilbageblik på mine to år i Leipzig, 17. oktober 1865 til 10. august 1867", skriver Nietzsche om sit dystre sind på denne tid:
| „ | Så var der den fortræffelige Eduard Mushackes sarkasmer, hans indblik i den højere skoleforvaltning, hans vrede over det jødiske Berlin, hans erindringer fra unghegelianernes tid, kort sagt hele den pessimistiske atmosfære hos en mand, der havde set ganske meget bag kulisserne, hvilket alt sammen bidrog til min misstemning. Jeg lærte dengang, hvor behageligt det kan føles at være sortseer ... | “ |

I 1865 blev Nietzsche bekendt med Arthur Schopenhauers værker. Nietzsche kalder det en tilfældighed. Han skriver i slutningen af oktober 1865:
| „ | Dengang svævede jeg efter nogle smertelige erfaringer og skuffelser uden nogens hjælp ensom i luften, uden principper, håb eller gode minder. | “ |

Mødet med Schopenhauers værker forandrede ham for stedse og hjalp ham til at finde et lys i sin vildfarelse i livets mørke – en lidenskab, der drev ham resten af livet. Han læste desuden Friedrich Albert Langes Geschichte des Materialismus i 1866. Han fandt begge disse opdagelser stimulerende: de opmuntrede ham til at udvide sin horisont ud over filologien samt til at fortsætte sin skoling.

### Professor i Basel (1869–1879)
I 1869 blev han 24 år gammel professor i klassisk filologi ved universitetet i Basel.
Han gjorde sanitetstjeneste under den fransk-tyske krig som sygepasser fra 1870 til 1871. I sin korte tid i militæret oplevede han meget og var vidne til krigens konsekvenser. Walter Kaufmann mener, at han fik syfilis her sammen med andre infektioner, og nogle biografer mener, at det var syfilis, der var årsag til hans psykiske sammenbrud. Der er dog usikkerhed om det. Da han vendte tilbage til Basels universitet i 1870, iagttog han oprettelsen af det tyske kejserdømme og Otto von Bismarcks æra og gjorde sig sine tanker herom. Han mødte også Franz Overbeck, som forblev hans ven gennem hele livet. Afrikan Spir,, en lidet kendt russisk filosof, samt hans historikerkollega Jacob Burckhardt begyndte at få indflydelse på ham, da han overværede deres foredrag.
Nietzsche havde allerede mødt Richard Wagner i Leipzig i 1868 og kort tid efter Wagners hustru Cosima. Nietzsche beundrede dem begge og besøgte ofte deres hjem i Tribschen under sit ophold i Basel. Wagnerfamilien inddrog Nietzsche i dens mest intime cirkel, og parterne lod til at nyde hinandens selskab. I 1872 udgav Nietzsche sin første bog, Die Geburt der Tragödie aus dem Geiste der Musik, men hans filosofkolleger, selv Ritschl, viste ringe interesse for værket.
Mellem 1873 og 1876 udgav Nietzsche fire lange essay: David Strauss: der Bekenner und der Schriftsteller, Vom Nutzen und Nachteil der Historie für das Leben, Schopenhauer als Erzieher og Richard Wagner. De fire essay udtrykte kulturel kritik og udfordrede den tyske kultur, der var ved at udvikle sig. I tiden hos familien Wagner mødte Nietzsche Malwida von Meysenbug og Hans von Bülow og indledte også et venskab med Paul Rée, som i 1876 påvirkede ham til at droppe den pessimisme, som hans tidligere skriverier bar præg af. Her forelskede han sig også i Paul Rées samlever, forfatteren Lou Andreas-Salomé.
Med udgivelsen af Menneskeligt, alt for menneskeligt i 1878 blev Nietzsches reaktion mod den pessimistiske filosofi fra Wagner og Schopenhauer mere og mere fremtrædende. Nietzsches venskab med Deussen og Rohde begyndte også at falde fra hinanden. Han prøvede at finde sig en kone – uden held. I 1879 blev hans helbred meget værre, og han måtte opsige sin stilling på universitetet i Basel. Siden barndommen havde sygdom plaget ham – med tilstande af synsforstyrrelser grænsende til blindhed, migræneagtige hovedpiner og voldsomme mavesmerter.

### Uafhængig filosof (1879–1888)
Resten af livet led han under et skrøbeligt helbred, og i 1879 forlod han universitetet og rejste rundt i Europa. I 1889 kollapser han i Italien og føres til asylet i Jena. Hans sygdom tilskrives syfilis. Seneste forklaringsmodel foreslår dog sygdommen CADASIL. Han døde i år 1900 under sin søsters pleje. Efter hans død søgte hun at promovere ham som nihilismens filosof. Nietzsche selv nærede dyb foragt både for tysk kultur og antisemitisme. Ikke desto mindre er han i dag en helteskikkelse og inspirationskilde for nynazistiske kredse. Den første udlænding, der forstod hans geni, var Georg Brandes.

### Komponist
Nietzsche komponerede adskillige værker til sang, klaver og violin, hvilket startede i 1858 med Schulpforta i Naumburg, hvor han begyndte at arbejde med musikalske kompositioner. Richard Wagner var afvisende overfor Nietzsches musik, og latterliggjorde angiveligt et fødselsdagsgave i form af en klaverkomposition som Nietzsche havde sendt ham i 1871. Den tyske dirigent og pianist Hans von Bülow beskrev en anden af Nietzsches stykker som "den mest udejlige og mest antimusikalske skitske på et stykke musikpapir jeg har set i lang tid."
I et brev fra 1887 påstod Nietzsche at "Der har aldrig været en filosof, der i sin grundessens har været en musiker i samme grad som jeg er", selvom han også indrømmede at han "muligvis [var] en gennemgående usuccesfuld musiker."

## Kort om Nietzsches filosofi
Nietzsche var ikke etisk og metafysisk nihilist; omvendt advarede Nietzsche imod en forestående nihilisme, som ville indtræffe pga. de kristne værdiers fallit (jævnfør "Guds død"). Nietzsche advokerede sandt nok for disse værdiers afsløring som tomme og livsfornægtende, men i stedet søgte han at mane til en fremtidig værdirevolution til fremme af værdier som liv, kreativitet, storsindethed og mod. Det skal dog bemærkes, at Nietzsche hovedsageligt beskæftigede sig med at afsløre samtidens værdier som perverterede udtryk for "viljen til magt", i stedet for at udarbejde en klar teori om en ny "moral" eller en ny samfundsstruktur, efter at de gamle værdier endegyldigt var forladt. Fx tilskriver han de svage troen på kristne begreber som godt og ondt. Modsat den antikke verden, hvor begreberne hed god og slet. Men de svage har siden for at få magt over de stærke ombyttet begreberne. Historisk set er denne teori ganske spekulativ.

### Overmennesket
Den, der indser, at de herskende værdier er hule, er fri til selv at skabe nye værdier og skabe sit eget liv. Han er blevet til et "overmenneske". Nietzsche sammenligner forholdet mellem menneske og overmenneske med forholdet mellem abe og menneske. Der er dog ikke tale om et "overmenneske" i biologisk forstand. Hans tanke om, at – "menneskeheden [uafbrudt skal] arbejde på at frembringe enkelte store mennesker – dette og intet andet er dens opgave." – er hans bud på en forklaring af menneskets udvikling. Han blev tidligt støttet af Georg Brandes i denne tanke – og tilmed i det praktiske og over for offentligheden, og de formulerede begge, men hver for sig, det, der senere udviklede sig til avantgardebegrebet i kunsten (i modsætning til den efterlignende, underholdende og formelle kunst). Man kunne kalde det den avantgardistiske tanke.

### Metafysik
Metafysisk er Nietzsche ikke særlig klar, og hans indsats består hovedsagelig i kritik af tidligere filosoffers blinde tro på rationalitet og ukritiske omgang med sproget og ikke mindst med deres egne undertrykte magtdrifter. Langt op i sit voksne liv var han dybt påvirket af Arthur Schopenhauers metafysik, hvor hele verden analyseres som et resultat af "vilje og forestilling" (titlen på Schopenhauers hovedværk er "verden som vilje og forestilling"). Siden kaster Nietzsche dog (efter en ganske smertefuld proces) idoldyrkelsen af Schopenhauer fra sig, men det er klart, at han stadig lægger vægt på den menneskelige andel i at skabe verden ved hjælp af sprog og begreber. Mennesket som skabende og organiserende væsen kalder Nietzsche under ét for "viljen til magt"; om der derimod findes en absolut uafhængig sandhed om tingene, forholder han sig dog, som til alt, kritisk til.

### Gud er død, nihilisme og perspektivisme
Udtalelsen "Gud er død", der forekommer i flere af Nietzsches værker, er sandsynligvis den mest citerede i alle Nietzsches tekster. Mange anser citatet som en afspejling af Nietzsches bekymring over udviklingen af det vestlige samfund i den moderne tidsalder. Ifølge Nietzsches opfattelse har den seneste udvikling i den moderne videnskab og den stigende sekularisering af de europæiske samfund effektivt "dræbt" den kristne Gud, der havde tjent som grundlag for mening og værdi i Vesten i de foregående tusind år.
Nietzsche hævdede, at denne "Guds død" ville føre til et tab af ethvert universelt perspektiv på tingene, og det samme gør enhver sammenhængende følelse af en objektiv sandhed. I stedet ville vi kun bevare vores egne forskelligartede og flydende perspektiver. Det har fået navnet perspektivisme.

### Viljen til magt
Formentlig det vigtigste aspekt af Nietzsches billede af menneskets psykologi opstår i "Viljen til magt", som Nietzsche anpriser som motivationen, der ligger til grund for al menneskelig adfærd.
Nogle forstår Nietzsches begreb "vilje til magt" som en reaktion på Schopenhauers "vilje til at leve". En generation før Nietzsche havde Schopenhauer betragtet hele universet og alt i det som drevet af en vilje til at leve – hvilket er grunden til alle skabningers ønske om at undgå død og at avle. Nietzsche udfordrer imidlertid Schopenhauers tankegang og foreslår, at menneskets og dyrs motivation i højere grad bunder i viljen til magt, anerkendelse og selvstændighed. I forsvaret af sin opfattelse henviser Nietzsche til mange tilfælde, hvor mennesker og dyr risikerer livet for at fremme deres magt, især i forbindelse med kampe og krigsførelse. Endnu en gang synes Nietzsche at tage en del af sin inspiration fra de græske tekster, han kendte så godt: græske helte og aristokrater eller "mestre" har ikke ønsket blot at leve – ofte dør de helt unge eller risikerer deres liv i kampen – men de ønskede magt, herlighed og storhed. På den måde skaber viljen også menneskelig interaktion da ideen i sidste ende refererer til en storhed, et individuelt værk, så betydeligt at det også influerer andre mennesker. Det grundlæggende element i tankegangen er dog aksiomet: at leve er at ville, at ville er at sætte værdier.
Magtens genstand er altså i første omgang subjektet og dets perspektiv og selvstændighed. Det handler for Nietzsche om at "magte" verden og skabe sine egne værdier som individ. I forlængelse af denne vilje til at magte verden opstår det dionysiske overmenneske, der følger sine egne værdier. Det er også grundlaget for historiens drivkraft og selve magtens konstellation: de mennesker, som ikke fortvivler ved manglen på absolutte værdier (Guds død) og magter verden ved selv at anlægge et perspektiv til forståelse af den, er de få "overmennesker", hvis kreativitet og visdom kammer over og flyder ud i alle dele af samfundet. Overskudsmennesket definerer altså menneskets udvikling ved sin funktion som "sol" – ved sin egen storhed stråler det også på alting omkring sig. Således opnår den, der magter verden, indflydelse på sine medmennesker og i sin mest radikale form bliver denne indflydelse ensbetydende med mellemmenneskelig eller samfundsmæssig magt. Tankegangens vigtigste pointe bliver derfor, at viden (fortolkningsevne) er forudsætningen for magt. Dette må dog kun betragtes som en nødvendig og ikke tilstrækkelig forklaring på mellemmenneskelig magt, hvilket Nietzsche tematiserer i hans beskrivelse af åndens tre forvandlinger. Det er muligt at magte verden uden derved at opnå samfundsmæssig magt af betydning.

### Den evige genkomst
Selv om Nietzsche ikke har en fasttømret metafysik, findes der hos ham bemærkelsesværdige metafysiske tankeeksperimenter, hvoraf 'doktrinen om den evige genkomst' især er kendt. Tanken om den evige genkomst var for Nietzsche teorien om, at hele ens eget liv – og hele universets udvikling forøvrigt – vil blive genspillet igen og igen i evigheders evighed. Denne metafysiske teori stod for Nietzsche som noget nær den mest uhyggelige, og det virker, som om han derfor anbefalede den som et slags meditationsobjekt. Han kaldte det for sin kongstanke, og det var ment som den største udfordring: at kunne udholde antagelsen af denne metafysik og stadig uforbeholdent favne livet – sige "ja" til det. Imidlertid viser det sig, at Nietzsche ikke selv skulle nyde noget: i et af sine sene breve skriver han direkte, at han personligt ville ønske, at døden var definitiv.

### Om lidelse
Nietzsche så lidelse som det, der var årsagen til menneskets styrke og visdom. Oplevelsen af lidelsen er grobunden for at kunne erkende klart, og netop lidelsen er det, der adskiller den erkendende fra majoriteten. I Hinsides godt og ondt skriver han:
| „ | Det åndelige hovmod og leden hos ethvert menneske, der har lidt dybt - det bestemmer næsten rangordenen, hvor dybt mennesker kan lide - dets rystende vished, som det er gennemtrængt og farvet af, at vide mere end de klogeste og viseste kan vide, at have kendt og engang været 'hjemme' i mange fjerne, forfærdelige verdener, som 'I intet ved om!' ... dette åndelige, tavse hovmod hos den lidende, denne stolthed hos erkendelsens udvalgte, 'indviede', næsten ofrede finder alle former for forklædning nødvendige for at beskytte sig mod berøringen med anmassende og medlidende hænder og i det hele taget alt, hvad der ikke er dets lige i smerte. Den dybe lidelse gør én fornem; den adskiller. | “ |

Lidelse er med andre ord, hvad der inspirerer os til at overvinde mennesket, finde styrken i os selv og stræbe efter en højere eksistens.

## Værker
- Aus meinem Leben (1858)
- Über Musik (1858)
- Napoleon III als Praesident (1862)
- Fatum und Geschichte (1862)
- Willensfreiheit und Fatum (1862)
- Kann der Neidische je wahrhaft glücklich sein? (1863)
- Über Stimmungen (1864)
- Mein Leben (1864)
- Homer und die klassische Philologie (1868)
- Über die Zukunft unserer Bildungsanstalten
- Fünf Vorreden zu fünf ungeschriebenen Büchern (1872):
  - I Über das Pathos der Wahrheit
  - II Gedanken über die Zukunft unserer Bildungsanstalten
  - III Der griechische Staat
  - IV Das Verhältnis der Schopenhauerischen Philosophie zu einer deutschen Cultur
  - V Homer's Wettkampf
- Die Geburt der Tragödie (1872). Udgivet på dansk under titlen: Tragediens fødsel
- Über Wahrheit und Lüge im aussermoralischen Sinn
- Die Philosophie im tragischen Zeitalter der Griechen
- Unzeitgemässe Betrachtungen (1876). Udgivet på dansk under titlen: Utidssvarende betragtninger
- Menschliches, Allzumenschliches (1878). Udgivet på dansk under titlen: Menneskeligt, alt for menneskeligt
- Morgenröte, 1881 (Morgenrøde)
- Die fröhliche Wissenschaft (1882). Udgivet på dansk under titlen: Den muntre videnskab
- Also sprach Zarathustra (1885). Udgivet på dansk under titlen: Således talte Zarathustra
- Jenseits von Gut und Böse (1886). Udgivet på dansk under titlen: Hinsides godt og ondt
- Zur Genealogie der Moral (1887) Udgivet på dansk under titlen: Moralens oprindelse
- Der Fall Wagner (1888)
- Götzen-Dämmerung (1888). Udgivet på dansk under titlen: Afgudernes ragnarok (1993), og i en nyere oversættelse under titlen: Afgudernes tusmørke (2013)
- Der Antichrist (1888)
- Ecce Homo (1888). Udgivet på dansk under samme titel. Oversættes til "Se, hvilket menneske!". Refererer til det, Pontius Pilatus siger til jøderne, da han fremstiller Jesus af Nazareth for dem (Joh. 19,5).
- Nietzsche contra Wagner (1888)
- Der Wille zur Macht (1901). – En samling notater udgivet af Nietzsches søster efter hans sindssygdom m.m.

### Primærlitteratur
- Nietzsche, Friedrich: Richard Wagner I. Richard Wagner i Bayreuth II. Tilfældet Wagner III. Nietzsche kontra Wagner Friedrich Nietzsches 3 essays om komponisten Richard Wagner ISBN 9788792510563 Stauer Publishing

### Sekundærlitteratur
- Blok, Mette (2009): Nietzsche som etiker, Museum Tuscullanum, ISBN 87-635-1094-4
- Brandes, Georg (1960): Aristokratisk radikalisme. Cappelen
- Frenzel, Ivo (1978): Friedrich Nietzsche. R&B
- Grønlykke, Peter (2015): Den fortabte far: et kulturteologisk essay om Nietzsche og kristendommen. Kefa
- Hansson, Ola (1890): Friedrich Nietzsche, hans personlighed og hans system. Cammermeyer
- Hass, Jørgen (1982): Illusionens filosofi, Nyt Nordisk Forlag
- Houmann, Inge (1972): Nietzsche : værdiernes krise : en introduktion. C.A. Reitzel
- Houmann, Inge (1983): Nihilismen: en sprogfilosofisk analyse af Friedrich Nietzsches syn på den nihilistiske problematik med særligt henblik på dennes konsekvenser for en mulig religionsfilosofisk tydning. Borgen
- Hultberg, Helge (1963). Nietzsche. Munksgaard
- Jakobsen, Frode (1972): Nietzsches kamp med den kristelige moral. Gyldendal
- Kohl, Louis (2019): Friedrich Nietzsche. Imprimatur
- Morsing, Ole (2001). Den unge Nietzsche som opdrager. Slagmark - Tidsskrift for idéhistorie, (31), 25–36
- Morsing, Ole (2008): Styrke og svaghed Nietzsche om menneske, Aarhus Universitetsforlag
- Nielsen, Erik S. (2019): Liget der blev oppe på jorden: Nietzsche-receptionen i Norden. Spring
- Pahuus, Mogens (2000). Løgstrup og Nietzsche. Filosofi, Nr. 3, 56-66.
- Prideaux, Sue (2020): Jeg er dynamit. Klim
- Raffnsøe, Sverre (2001): Moralens evindelige genkomst : introduktion til Friedrich Nietzsches Moralens oprindelse. Gyldendal
- Roos, Carl (1938): Nietzsches Empedokles-fragmenter : Introduktion og Fortolkning. Bianco Lunos
- Safranski, R. (2001): Nietzsche. Gyldendal
- Schmidt, Lars-Henrik & Jørn Erslev Andersen & Jens Erik Kristensen (1985): Nietzsche - en tragisk filosof. Modtryk
- Sørensen, Anders D. (2016): Opdragelsens filosofi: Jean-Jacques Rousseau, Immanuel Kant, Søren Kierkegaard, Friedrich Nietzsche og John Dewey om kunsten at opdrage. Statsbiblioteket Arkiveret 12. oktober 2019 hos  Wayback Machine
- Sørensen, Peter A. (2001): Nietzsche. Slagmark Arkiveret 20. august 2020 hos  Wayback Machine
- Sørensen, Villy (1994): Nietzsche, Gyldendal
- Thielst, Peter (1997): Jeg er ikke noget menneske, jeg er dynamit. Gyldendal
- Thielst, Peter (1999): Nietzsches filosofi, Det lille Forlag
- Zweig, Stefan (2017): To portrætter. Dostojevskij, Nietzsche. L&R
- Westergaard, Peter (2018). Nietzsche - "hvis man altid går til grunden" : en afslutning. Aalborg Universitetsforlag
- Yalom, Irvin (1994): Da Nietzsche græd. Roman. København
- Ulrik Huusom (2016/2021): Værensfilosofiske kilder. Diogenes, Stirner, Nietzsche, Heidegger, Sloterdijk. Forlaget Liebhaverbøger